# 2017年拉希丁炸彈襲擊
2017年拉希丁炸彈襲擊於2017年4月15日發生，敘利亞伊德利卜省兩個被反對派長期圍困的城鎮卡夫拉亞和福阿的居民在撤離至阿勒頗市的途中，車隊在阿勒頗市以西的拉希丁區遭到汽車炸彈襲擊，超過100人喪生，襲擊者身份不明。

## 背景
敘利亞內戰中，反對派到2015年已攻佔伊德利卜省絕大部分地區，由恐怖組織努斯拉陣線主導的征服軍開始包圍兩個以親政府什葉派居民為主的城鎮卡夫拉亞和福阿，並長期對兩地實行物資封鎖，被圍困的居民缺乏醫療照顧並且營養不良現象普遍。2017年3月，在伊朗和卡塔爾介入下，敘利亞政府與反對派達成協議，反對派容許卡夫拉亞和福阿的居民和武裝人員撤離至政府軍控制區。4月14日，由75輛巴士和20輛救護車組成的車隊從兩鎮載走約5,000名居民和親政府民兵，向阿勒頗市出發。4月15日，車隊在反對派控制的拉希丁區停留，等待放行。反對派投訴車隊中撤出的親政府民兵人數超出協議規定。

## 襲擊
4月15日當地時間15:30許，襲擊者駕駛一輛像是裝載救濟物資的客貨車來到撤離者車隊附近，向人們派發薯片，引誘大批兒童到來，然後引爆炸彈。至少126人喪生，包括至少109名撤離者，其中68人是兒童，其他死者包括救援工作者和護送車隊的反對派武裝分子，另有多人受傷。
有報道指襲擊者屬自殺攻擊，也有報道指襲擊者棄下藏有炸彈的車輛後逃離現場。

## 事後
襲擊發生後，反對派容許撤離者車隊離開拉希丁，駛向政府軍控制的阿勒頗市。撤走卡夫拉亞和福阿餘下人員的行動繼續進行。